# Microphysogobio anudarini
Microphysogobio anudarini és una espècie de peix cipriniforme de la família dels ciprínids que es troba al llac Buir (Mongòlia).